# Полет 409 на „Етиопиън Еърлайнс“
Полет 409 на „Етиопиън Еърлайнс“ е международен пътнически полет от международното летище „Бейрут“ в Бейрут, Ливан до международното летище „Боле“ в Адис Абеба, Етиопия. На 25 януари 2010 г. самолетът „Боинг 737-8AS“, който изпълнява полета, се разбива в Средиземно море малко след излитане и убива всичките 90 души на борда. Повечето от пътниците са ливански граждани, а някои от тях етиопски, сред загиналите е и съпругата на посланика на Франция в Ливан. Това е първата фатална катастрофа за „Етиопиън Еърлайнс“ след отвличането на самолета при полет 961 на „Етиопиън Еърлайнс“ през 1996 г.
Свидетели близо до брега съобщават, че виждат самолета да гори, докато се е разбива в морето. На сутринта след катастрофата ливанските власти съобщават, че мястото на катастрофата е открито на 3,5 километра от брега от село На'аме и на 45 метра под водата. Всички загинали са извадени от морето до 23 февруари. Откритите тела са изпратени в университетската болница Рафик Харири в Бейрут за ДНК тест и идентификация. Всички те са идентифицирани до края на февруари.
Ливанският орган за гражданска авиация разследва инцидента със съдействието на „Боинг“ и Националният съвет за безопасност на транспорта на Съединените американски щати. ЛОГА първоначално спекулира в доклада си, че експлозиви или пожар може да причинят светлините на самолета по време на стръмното пропадане или от „гръмотевична буря в района“, тъй като „не са открити признаци на експлозия или пожар върху останките“ или „по време на аутопсиите, извършени на някои от телата“. НСБТ обаче отрича тези причини и подчертава като основни фактори за катастрофата неефективното управление на полета от екипажа, който вероятно е и с пространствена дезориентация през нощта, неговата умора, нежеланието на първия офицер да се намеси и да помогне, както и лошата подготовка на самия самолет за полета.